# Giro di Polonia

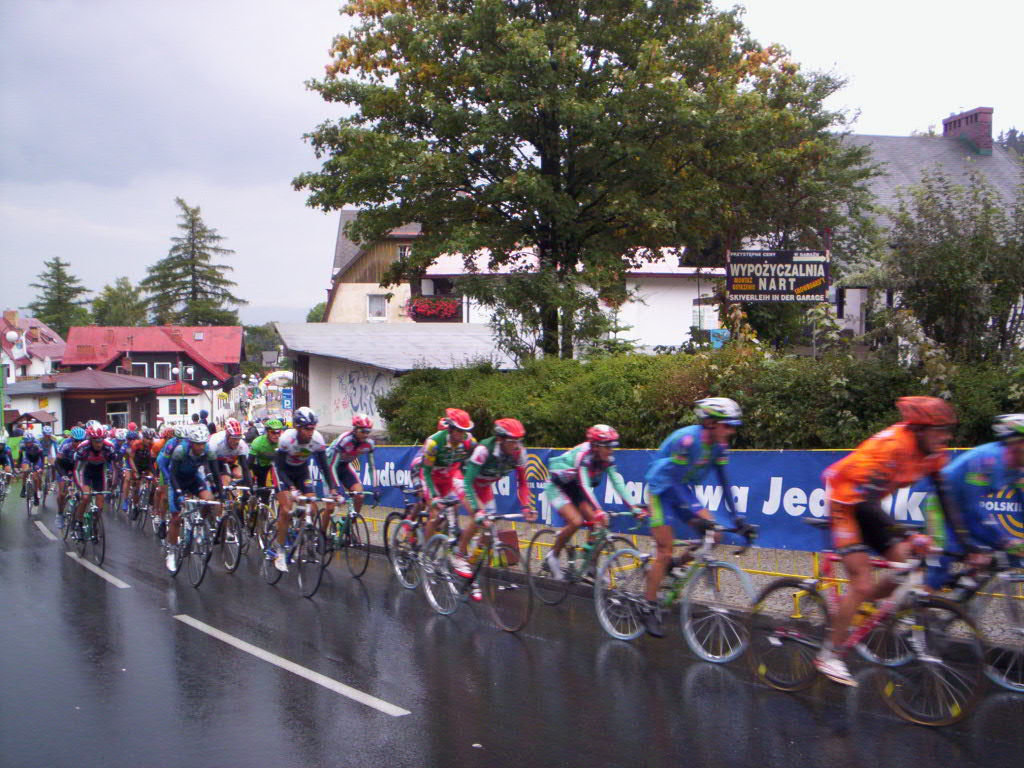
Giro di Polonia del 2004

Il Giro di Polonia (Fr.: Tour de Pologne; Pl.: Wyścig Dookoła Polski, ma non viene impiegato ufficialmente) è una corsa a tappe maschile di ciclismo su strada che si tiene in Polonia ogni anno nel mese di agosto. Fa parte del circuito UCI World Tour.

## Storia
La corsa nacque nel 1928 e, fino alla seconda guerra mondiale, si disputò in cinque occasioni tra alterne vicende. Riprese nel 1947 e divenne stabile a partire dal 1952, anno dal quale è stata disputata ininterrottamente.
Il record di vittorie appartiene a 3 polacchi, Marian Wieckowski, Andrzej Mierzejewski e Dariusz Baranowski, tutti con tre vittorie.

## Albo d'oro
Aggiornato all'edizione 2025.
| Anno    | Vincitore             | Secondo               | Terzo                |
| ------- | --------------------- | --------------------- | -------------------- |
| 1928    | Feliks Więcek         | Wiktor Olecki         | Stanisław Klosowicz  |
| 1929    | Jozef Stefański       | Eugeniusz Michałak    | Wacław Kolodziejczyk |
| 1930-32 | Non disputata         | Non disputata         | Non disputata        |
| 1933    | Jerzy Lipiński        | Wiktor Olecki         | Stanisław Wasilewski |
| 1934-36 | Non disputata         | Non disputata         | Non disputata        |
| 1937    | Bolesław Napierała    | Stanisław Wasilewski  | Jozef Kapiak         |
| 1938    | Non disputata         | Non disputata         | Non disputata        |
| 1939    | Bolesław Napierała    | Marian Rzeznicki      | Mieczysław Jaskolski |
| 1940-46 | Non disputata         | Non disputata         | Non disputata        |
| 1947    | Stanisław Grzelak     | Zdzisław Stolarczyk   | Bolesław Napierała   |
| 1948    | Wacław Wójcik         | Lucjan Pietraszewski  | Wacław Wrzesiński    |
| 1949    | Francesco Locatelli   | Marin Niculescu       | Kaj-Allan Olsen      |
| 1950-51 | Non disputata         | Non disputata         | Non disputata        |
| 1952    | Wacław Wójcik         | Józef Kapiak          | Mieczysław Ulik      |
| 1953    | Mieczysław Wilczewski | Wacław Wójcik         | Gregorz Chwiendacz   |
| 1954    | Marian Wieckowski     | Stanisław Bugalski    | Adam Wiśniewski      |
| 1955    | Marian Wieckowski     | Wiesław Podobas       | Adam Wiśniewski      |
| 1956    | Marian Wieckowski     | Stanisław Bugalski    | Wiesław Podobas      |
| 1957    | Henryk Kowalski       | Stanisław Bugalski    | Wacław Wrzesiński    |
| 1958    | Bogusław Fornalczyk   | Costant Goossens      | Stanisław Gazda      |
| 1959    | Wiesław Podobas       | Stanislaw Gazda       | Dick Enthoven        |
| 1960    | Roger Diercken        | Jan Kudra             | Anatolij Olizarenko  |
| 1961    | Henryk Kowalski       | Bogusław Fornalczyk   | Eberhard Butzke      |
| 1962    | Jan Kudra             | Roger Swerts          | Sylwester Goral      |
| 1963    | Stanisław Gazda       | Stanisław Pawlowski   | Józef Beker          |
| 1964    | Rajmund Zieliński     | Wladisław Kozlowski   | Jan Magiera          |
| 1965    | Józef Beker           | Jerzy Mikołajczyk     | Wladisław Kozlowski  |
| 1966    | Józef Gawliczek       | Jan Magiera           | Tadeusz Zadrozny     |
| 1967    | Andrzej Bławdzin      | Aleksiej Kulibin      | Jozef Mikolajczyk    |
| 1968    | Jan Kudra             | Marian Forma          | Stanisław Demel      |
| 1969    | Wojciech Matusiak     | Zygmunt Hanusik       | Ryszard Szurkowski   |
| 1970    | Jan Stachura          | Czesław Polewiak      | Tadeusz Szpak        |
| 1971    | Stanisław Szozda      | Jan Smyrak            | Ladislav Zakretta    |
| 1972    | José Luis Viejo       | Tadeusz Mytnik        | Stanisław Gazda      |
| 1973    | Lucjan Lis            | Ryszard Szurkowski    | Tadeusz Mytnik       |
| 1974    | André Delcroix        | Ludo Peeters          | Wojciech Matusiak    |
| 1975    | Tadeusz Mytnik        | Hans-Joachim Hartnick | Marian Majkowski     |
| 1976    | Janusz Kowalski       | Jan Brzeźny           | Hans-Joachim Vogel   |
| 1977    | Lechosław Michalak    | Tadeusz Skrzypek      | Michael Schiffner    |
| 1978    | Jan Brzeźny           | Tadeusz Wojtas        | Jan Jankiewicz       |
| 1979    | Henryk Charucki       | Janusz Kowalski       | Jan Krawczyk         |
| 1980    | Czesław Lang          | Tadeusz Wojtas        | Jan Jankiewicz       |
| 1981    | Jan Brzeźny           | Roman Cieslak         | Sławomir Podwojniak  |
| 1982    | Andrzej Mierzejewski  | Jan Schur             | Stanisław Masiar     |
| 1983    | Tadeusz Krawczyk      | Andrzej Serediuk      | Andrzej Mierzejewski |
| 1984    | Andrzej Mierzejewski  | Tadeusz Krawczyk      | Tadeusz Piotrowicz   |
| 1985    | Marek Leśniewski      | Zdzisław Wrona        | Dariusz Zakrzewski   |
| 1986    | Marek Kulas           | Zbigniew Ludwiniak    | Mirosław Uryga       |
| 1987    | Zbigniew Piątek       | Marek Leśniewski      | Czesław Łukaszewicz  |
| 1988    | Andrzej Mierzejewski  | Arvid Tammesalu       | Mieczysław Karłowicz |
| 1989    | Marek Wrona           | Sławomir Krawczyk     | Robert Krzyzostaniak |
| 1990    | Mieczysław Karłowicz  | Grigorij Iščenko      | Tomasz Brozyna       |
| 1991    | Dariusz Baranowski    | Mariusz Bilewski      | Marek Kamiński       |
| 1992    | Dariusz Baranowski    | Raimondas Rumšas      | Ihar Pastaŭchovič    |
| 1993    | Dariusz Baranowski    | Marek Leśniewski      | Jonas Romanovas      |
| 1994    | Maurizio Fondriest    | Marco Lietti          | Tomasz Brozyna       |
| 1995    | Zbigniew Spruch       | Fabrizio Guidi        | Dariusz Baranowski   |
| 1996    | Vjačeslav Džavanjan   | Maurizio Fondriest    | Andrea Noè           |
| 1997    | Rolf Järmann          | Zenon Jaskuła         | Sašo Sviben          |
| 1998    | Sergej Ivanov         | Jacky Durand          | Fabio Malberti       |
| 1999    | Tomasz Brożyna        | Cezary Zamana         | Jens Voigt           |
| 2000    | Piotr Przydział       | Piotr Wadecki         | Sergej Ivanov        |
| 2001    | Ondřej Sosenka        | Jens Voigt            | Piotr Przydzial      |
| 2002    | Laurent Brochard      | Tomaz Brozyna         | Marek Rutkiewicz     |
| 2003    | Cezary Zamana         | Andrea Noè            | Dave Bruylandts      |
| 2004    | Ondřej Sosenka        | Hugo Sabido           | Franco Pellizotti    |
| 2005    | Kim Kirchen           | Pieter Weening        | Thomas Dekker        |
| 2006    | Stefan Schumacher     | Cadel Evans           | Alessandro Ballan    |
| 2007    | Johan Vansummeren     | Robert Gesink         | Kim Kirchen          |
| 2008    | Jens Voigt            | Lars Bak              | Franco Pellizotti    |
| 2009    | Alessandro Ballan     | Daniel Moreno         | Edvald Boasson Hagen |
| 2010    | Daniel Martin         | Grega Bole            | Bauke Mollema        |
| 2011    | Peter Sagan           | Daniel Martin         | Marco Marcato        |
| 2012    | Moreno Moser          | Michał Kwiatkowski    | Sergio Henao         |
| 2013    | Pieter Weening        | Ion Izagirre          | Christophe Riblon    |
| 2014    | Rafał Majka           | Ion Izagirre          | Beñat Intxausti      |
| 2015    | Ion Izagirre          | Bart De Clercq        | Ben Hermans          |
| 2016    | Tim Wellens           | Fabio Felline         | Alberto Bettiol      |
| 2017    | Dylan Teuns           | Rafał Majka           | Wout Poels           |
| 2018    | Michał Kwiatkowski    | Simon Yates           | Thibaut Pinot        |
| 2019    | Pavel Sivakov         | Jai Hindley           | Diego Ulissi         |
| 2020    | Remco Evenepoel       | Jakob Fuglsang        | Simon Yates          |
| 2021    | João Almeida          | Matej Mohorič         | Michał Kwiatkowski   |
| 2022    | Ethan Hayter          | Thymen Arensman       | Pello Bilbao         |
| 2023    | Matej Mohorič         | João Almeida          | Michał Kwiatkowski   |
| 2024    | Jonas Vingegaard      | Diego Ulissi          | Wilco Kelderman      |
| 2025    | Brandon McNulty       | Antonio Tiberi        | Matteo Sobrero       |

## Statistiche

### Vittorie per nazione
Aggiornato all'edizione 2025.
| Pos. | Nazione | Vittorie |
| ---- | --- | -------- |
| 1    | Polonia | 52       |
| 2    | Belgio | 6        |
| 3    | Italia | 4        |
| 4    | Russia | 3        |
| 5    | Germania Rep. Ceca Spagna                                                                                           | 2        |
| 8    | Lussemburgo Francia Irlanda Paesi Bassi Svizzera Slovacchia Portogallo Gran Bretagna Slovenia Danimarca Stati Uniti | 1        |